# Chorzów
Chorzów [xɔʐuf] (tiếng Đức: Königshütte [ko nɪçshʏtə ː]) là một thành phố ở Śląskie (hay Silesia), miền nam Ba Lan, gần Katowice. Chorzów là một trong những quận trung tâm của Liên minh đô thị Thượng Śląskie - một vùng đô thị với dân số 2.000.000 người. Nó nằm ở Tây Nguyên Śląskie, bên sông Rawa (một nhánh của Vistula).
Về mặt hành chính, Chorzow thuộc tỉnh Śląskie từ năm 1999, trước đó thuộc tỉnh Katowice, và trước đó nữa thuộc tỉnh tự trị Silesia. Chorzów là một trong những thành phố của vùng đô thị có dân số 2.700.000 gồm cả Katowice và trong khu vực đô thị lớn hơn Śląskie với dân số khoảng 5.294.000 người. Dân số trong giới hạn thành phố là 113.162 (tháng sáu năm 2009).